# Полново-Селигерский район
Полново-Селигерский район — административно-территориальная единица в составе Ленинградской области РСФСР с центром в селе Полново, существовавшая в 1927—1932 годах.
Полновский район в составе Новгородского округа Ленинградской области был образован в августе 1927 года из 13 сельсоветов Полновской волости Демянского уезда и 11 с/с Рабежской волости Валдайского уезда Новгородской губернии).
Всего было образовано 24 с/с: Ватолинский, Вельевский, Городиловский, Гославский, Есиповский, Исаковский, Климовский, Ковряковский, Колышкинский, Крутушский, Лыковский, Ляховичский, Монаковский, Мошенский, Новосельский, Полновский, Рабежский, Скитский, Соболевский, Суховетошский, Филиппогорский, Ходырихский, Шаневский, Щегловский.
В ноябре 1928 года были упразднены Гославский, Исаковский, Климовский, Ковряковский, Крутушский, Скитский, Соболевский, Ходырихский, Шаневский, Щегловский с/с.
30 октября 1930 года район был переименован в Полново-Селигерский район.
1 января 1932 года Полново-Селигерский район был упразднён, а его территория в полном составе включена в Демянский район.